# قائمة كنائس وأديرة مصر التاريخية

## الكنيسة القبطية الأرثوذكسية
- الكاتدرائية المرقسية بالإسكندرية
- كاتدرائية القديس مرقس القبطية الأرثوذكسية
- الكاتدرائية المرقسية بالأزبكية
- * كاتدرائية الملاك ميخائيل باسوان

## أرثوذكسية شرقية
- «Cathedral of Annunciation» بطريركية الإسكندرية للروم الأرثوذكس
- دير سانت كاترين

## الكنيسة الرومانية الكاثوليكية
- «Cathedral of Our Lady of Egypt in Cairo» الكنيسة القبطية الكاثوليكية
- كاتدرائية سيدة فاطيما ، القاهرة , الكنيسة الكلدانية الكاثوليكية
- «Cathedral of the Dormition» كنيسة الروم الملكيين الكاثوليك
- كاتدرائية البشارة بالقاهرة , كنيسة الأرمن الكاثوليك